# Sylvain Grysolle
Sylvain Grysolle (Wichelen, 12 december 1915 – Aalst, 19 januari 1985) was een Belgische beroepswielrenner van 1936 tot 1950.
Sylvain Grysolle was een klassiek wielrenner die onder meer de Ronde van Vlaanderen (1945), Waalse Pijl (1941) en de Omloop Het Volk (1948) won. Daarnaast won hij in 1935 en 1936 de Schaal Sels, de Scheldeprijs (1937), de Dr. Tistaertprijs (1937), het Kampioenschap van Vlaanderen - Koolskamp (1938 en 1945).

## Belangrijkste overwinningen
1935
- Schaal Sels

1936
- Brussel-Bellaire
- Schaal Sels
- Gent-Antwerpen

1937
- Grote Scheldeprijs
- Dr. Tistaertprijs Zottegem

1938
- Kampioenschap van Vlaanderen Koolskamp
- Omloop der Vlaamse Gewesten

1939
- 4e etappe Ronde van Duitsland 1939
- 17e etappe deel B Ronde van Duitsland
- 18e etappe Ronde van Duitsland
- 19e etappe Ronde van Duitsland
- 2e etappe Ronde van België

1941
- Waalse Pijl

1944
- 2e etappe Omloop van België
- 1944 - 1e in Grote 1-Mei Prijs

1945
- Kampioenschap van Vlaanderen Koolskamp
- Ronde van Vlaanderen
- 1e etappe Ronde van België

1946
- Elfstedenronde

1947
- 1e etappe deel B GP Prior

1948
- Omloop Het Volk

## Resultaten in voornaamste wedstrijden
| Jaar | Gent-Wevelgem | Ronde van Vlaanderen | Parijs-Roubaix | Luik-Bast.‑Luik | Waalse Pijl | Parijs-Brussel | Omloop Het Volk |
| ---- | ------------- | -------------------- | -------------- | --------------- | ----------- | -------------- | --------------- |
| 1936 |               |                      | 9e             |                 |             |                |                 |
| 1937 |               |                      | 11e            | 20e             |             |                |                 |
| 1938 |               |                      | 8e             |                 |             | 23e            |                 |
| 1939 |               | 7e                   | 6e             | 10e             |             |                |                 |
| 1941 |               |                      |                |                 | ↑           |                |                 |
| 1942 |               | 4e                   |                |                 |             |                |                 |
| 1943 |               | 4e                   |                | 13e             | 23e         |                |                 |
| 1944 |               | 22e                  |                |                 |             |                |                 |
| 1945 |               | ↑                    |                | 4e              | 8e          |                |                 |
| 1946 |               | 5e                   | 18e            |                 | 11e         | Zilver         |                 |
| 1947 | 8e            |                      |                |                 |             |                |                 |
| 1948 |               |                      |                |                 |             |                | Goud            |

## Ploegen
- 1935 - Individuele sponsor
- 1936 - Dilecta
- 1937 - Dilecta
- 1938 - Dilecta
- 1939 - Dilecta
- 1940 - Dilecta
- 1941 - Dilecta
- 1942 - Dilecta - Wolber
- 1943 - Dilecta - Wolber
- 1944 - Individuele sponsor
- 1945 - Individuele sponsor
- 1946 - Rochet-Dunlop
- 1947 - Rochet-Dunlop
- 1948 - Rochet-Dunlop
- 1949 - Rochet-Dunlop
- 1949 - Radium
- 1950 - Zircon
- 1950 - Rochet-Dunlop